# Renata Kubik
Renata Kubik –en serbio, Рената Кубик – (Sombor, 16 de mayo de 1983) es una deportista serbia que compitió en piragüismo en la modalidad de aguas tranquilas. Ganó una medalla de bronce en el Campeonato Mundial de Piragüismo de 2007 y una medalla de bronce en el Campeonato Europeo de Piragüismo de 2008, ambas en la prueba de K4 200 m.

## Palmarés internacional
| Campeonato Mundial | Campeonato Mundial   | Campeonato Mundial | Campeonato Mundial |
| Año                | Lugar                | Medalla            | Competición        |
| ------------------ | -------------------- | ------------------ | ------------------ |
| 2007               | Duisburgo (Alemania) | Medalla de bronce  | K4 200 m           |
| Campeonato Europeo |                      |                    |                    |
| Año                | Lugar                | Medalla            | Competición        |
| 2008               | Milán (Italia)       | Medalla de bronce  | K4 200 m           |